# Objokovanje Kristusa (van der Weyden)
Objokovanje Kristusa je slika v tehniki olje na leseni tabli staronizozemskega slikarja Rogierja van der Weydena iz let 1460–1463, hranjena v galeriji Uffizi v Firencah v Italiji.

## Zgodovina
Delo je morda tista »oltarna slika [z] grobom našega Gospoda [...] in drugimi petimi figurami«, ki se pojavlja v inventarju iz leta 1492 ob smrti Lorenza de' Medici in ki je že vse od leta 1482 krasila njegovo vilo v Careggiu. Tabla je bila tako eno od del, ki jih je Medičejec naročil pri van der Weydenu, vključno z Medičejsko Madono, ki je zdaj v Frankfurtskem Städelu, in so jo povezovali z umetnikovim potovanjem v Italijo leta 1450.  Druga hipoteza je, da je tabla del izgubljenega triptiha, ki je bil naslikan za Leonela d'Este iz Ferrare in je omenjen leta 1449 ali pa da gre za sliko, ki jo je Giorgio Vasari opisal kot delo Hansa Memlinga.
Tabla je naslikana z enako shemo, enako kompozicijo kot slika Polaganje v grob Fra Angelica, ki je bila nekoč del predele oltarnega nastavka v San Marcu (1438–1443), danes pa je hranjena v Alte Pinakothek v Münchnu. Ta podobnost potrjuje, da je flamski umetnik obiskal Firence med svojim romanjem po Italiji 1449–1450, kot to omenja  Bartolomeo Facio v De viribus illustribus (ok. 1456) in očitno videl oltar v San Marcu. Slika je bila kasneje del zbirk kardinala Carla de' Medici, ki so jo leta 1666 preselili oz. združili z galerijo Uffizi. Filippo Baldinucci je sliko pripisal Albrechtu Dürerju. Leta 1989 so jo nekateri raziskovalci še vedno pripisovali Hansu Memlingu, vendar je leta 1992 refleksna fotografija pokazala osnovno risbo, ki je očitno delo van der Weydna. 

## Opis
Slika ima pravokotno obliko in prikazuje, pokopavanje Kristusa z jokajočo Marijo in Janezom Evangelistom, ki ga držita za roke. Truplo podpirata Jožef iz Arimateje in Nikodem, oblečen v fina oblačila umetnikovega časa. Slednji zre v gledalca, zato so nekoč mislili, da je avtoportret umetnika, danes pa velja, da prikazuje Cosima starejšega. V ospredju je upodobljena klečeča Marija Magdalena.
Struktura likov je podobna kot pri Fra Angelicovi sliki Pietà, toda prizor je tu bolj zapleten in natrpan, z manj geometrijsko urejenimi linijami in bolj čustvenimi obrazi. Uporaba oljne barve je tudi van der Weydenu omogočila, da pridobi globlje barve in bolj sijajno svetlobo. Tudi velika pozornost, ki jo posveča nadrobnostim je značilna za staronizozemsko slikarstvo.